# تميم سامي
تميم سامي محمد لاعب كرة قدم قطري من أصول مصرية ولد في (10 أكتوبر 2000) ، لعب سابقاً لصالح النادي الأهلي في دوري نجوم قطر .

## روابط خارجية
- تميم سامي على موقع Soccerway.com (الإنجليزية)